# Blender
Blender je besplatan profesionalni alat otvorenog koda za 3D računalnu grafiku koji se koristi za izradu animiranih filmova, vizualnih efekata, modela za 3D printere, interaktivnog sadržaja i sličnog na operativnim sustavima Windows, Linux i macOS, BSD i Haiku.

## Povijest
Blender je prvobitno razvijen kao interna aplikacija nizozemskog studija za animaciju NeoGeo, a službeno je lansiran 2. siječnja 1994. godine. Verzija 1.00 objavljena je u siječnju 1995. godine, a primarni joj je autor bio suvlasnik tvrtke i programer Ton Roosendaal. Naziv Blender inspiriran je pjesmom švicarskog elektroničkog benda Yello s albuma Baby, koju je NeoGeo koristio u demonstracijskom videu programa. Neki elementi Blenderovog dizajna sučelja preneseni su iz ranije softverske aplikacije Traces, koju je Roosendaal razvio za NeoGeo na platformi Commodore Amiga između 1987. i 1991. godine.
Dana 1. siječnja 1998. godine, Blender je na internetu objavljen kao SGI freeware program. NeoGeo je kasnije raspušten, a ugovore s njegovim klijentima preuzela je druga tvrtka. Nakon raspuštanja NeoGeo-a, Ton Roosendaal osnovao je tvrtku imena „Not a Number Technologies” (NaN) u lipnju 1998. za daljnji razvoj Blendera, u početku ga distribuirajući kao shareware dok NaN nije bankrotirao 2002. godine, što je također dovelo do prekida razvoja Blendera.
U svibnju 2002. Roosendaal je pokrenuo neprofitnu zakladu Blender Foundation, kojoj je prvi cilj bio pronaći način za nastavak razvoja i promidžbe Blendera kao projekta otvorenog koda temeljenog na doprinosima zajednice. Dana 18. srpnja 2002. Roosendaal je započeo kampanju „Free Blender”, koja je bila rani oblik crowdfundinga. Cilj kampanje bio je otvoriti kod Blendera jednokratnom uplatom od 100 000 € (svojevremenih 100 670 USD), a da to financira zajednica. Dana 7. rujna 2002. godine objavljeno je da je kampanja prikupila dovoljno sredstava i da će izvorni kod Blendera biti objavljen. Blender je do danas ostao besplatan softver otvorenog koda koji je u velikoj mjeri razvila njegova zajednica, uz 26 stalnih zaposlenika i 12 slobodnih suradnika zaposlenih u Institutu Blender.
Zaklada Blender u početku je pridržala pravo korištenja dvostrukog licenciranja kako bi, uz GPL verziju 2.0 ili novije, Blender bio dostupan i pod „licencom Blender”, koja nije zahtijevala otkrivanje izvornog koda, ali je zahtijevala isplatu naknada Blender Foundationu. Međutim, ovakvo licenciranje nikada nije korišteno te je obustavljeno na neodređeno 2005. godine. Blender je dostupan isključivo pod licencom „GNU GPLv2 ili novije” i nije ažuriran na GPLv3 jer „nije bilo očiglednih prednosti”.
Godine 2019., s objavom verzije 2.80, integrirani je softver za razvoj igara uklonjen iz programa; razvojni programeri Blendera preporučili su korisnicima da migriraju na snažnije softvere za razvoj otvorenog koda, kao što je Godot.

## Vanjske poveznice
- Službena webstranica Blender-a
- Blender Galerija  Arhivirana inačica izvorne stranice od 1. travnja 2006. (Wayback Machine)
- Dokumentacija (Wiki-Knjiga)